# コロンバス郡 (ノースカロライナ州)
コロンバス郡（英: Columbus County）は、アメリカ合衆国ノースカロライナ州の南部に位置する郡である。2010年国勢調査での人口は58,098人であり、2000年の54,749人から6.1%増加した。郡庁所在地はホワイトビル市（人口5,394人）であり、同郡で人口最大の都市でもある。

## 歴史
コロンバス郡は、1808年にブレイデン郡とブランズウィック郡の一部を合わせて設立された。郡名はクリストファー・コロンブスに因んで名付けられた。

## 郡政府
コロンバス郡は地域のケープフェア自治体委員会のメンバーである。

## 地理
アメリカ合衆国国勢調査局に拠れば、郡域全面積は954平方マイル (2,470.8 km2)であり、このうち陸地937平方マイル (2,426.8 km2)、水域は17平方マイル (44.0 km2)で水域率は1.76%である。

### 郡区
コロンバス郡には7つの法人化された町がある。ボルトン、セロゴルド、チャドボーン、フェアブラフ、テイバーシティ、レイクワッカモー、ホワイトビルである。さらに9つの郡区に分かれている、ボーグ、バグヒル、リーズ、ランサム、サウスウィリアムズ、テイタムズ、ウェルチクリーク、ウェスタンプロング、ウィリアムズである。

### 主要高規格道路
- アメリカ国道74号線
- アメリカ国道76号線
- アメリカ国道701号線
- ノースカロライナ州道11号線
- ノースカロライナ州道87号線
- ノースカロライナ州道130号線
- ノースカロライナ州道131号線
- ノースカロライナ州道211号線
- ノースカロライナ州道214号線
- ノースカロライナ州道242号線
- ノースカロライナ州道410号線
- ノースカロライナ州道904号線
- ノースカロライナ州道905号線

### 隣接する郡
- ブレイデン郡 - 北
- ペンダー郡 - 北東
- ブランズウィック郡 - 南東
- オリー郡 - 南西
- ロブソン郡 - 北西

## 人口動態
以下は2000年国勢調査による人口統計データである。
| 基礎データ - 人口: 54,749人 - 世帯数: 21,308 世帯 - 家族数: 15,043 家族 - 人口密度: 23人/km2（58人/mi2） - 住居数: 24,668軒 - 住居密度: 10軒/km2（26軒/mi2） 人種別人口構成 - 白人: 68.9% - アフリカン・アメリカン: 23.1% - ネイティブ・アメリカン: 5.1% - アジア人: 0.2% - その他の人種: 4.7% - 混血: 0.6% - ヒスパニック・ラテン系: 2.7% | 年齢別人口構成 - 18歳未満: 25.7% - 18-24歳: 8.7% - 25-44歳: 27.4% - 45-64歳: 24.4% - 65歳以上: 13.8% - 年齢の中央値: 37歳 - 性比（女性100人あたり男性の人口） - 総人口: 92.6 - 18歳以上: 89.4 世帯と家族（対世帯数） - 18歳未満の子供がいる: 31.5% - 結婚・同居している夫婦: 50.8% - 未婚・離婚・死別女性が世帯主: 15.8% - 非家族世帯: 29.4% - 単身世帯: 26.5% - 65歳以上の老人1人暮らし: 11.7% - 平均構成人数 - 世帯: 2.50人 - 家族: 3.01人 | 収入と家計 - 収入の中央値 - 世帯: 27,659米ドル - 家族: 33,800米ドル - 性別 - 男性: 28,494米ドル - 女性: 19,867米ドル - 人口1人あたり収入: 14,415米ドル - 貧困線以下 - 対人口: 20.3% - 対家族数: 17.6% - 18歳未満: 30.0% - 65歳以上: 25.5% |

## 都市と町

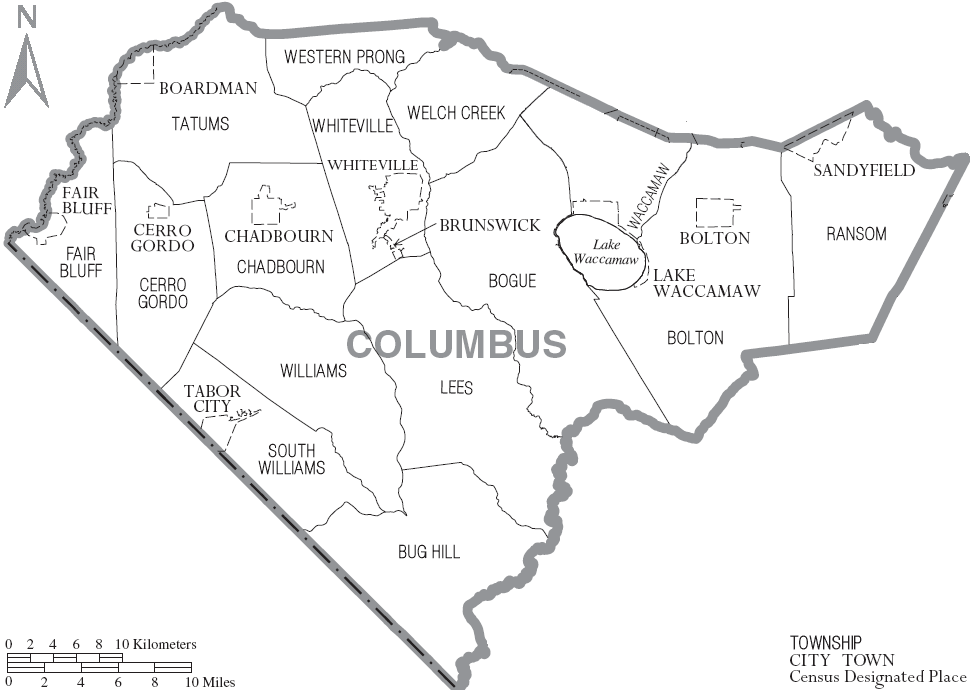
コロンバス郡の自治体と郡区

### 都市
- ホワイトビル - 郡庁所在地

### 町
| - ボードマン - ボルトン - ブランズウィック | - セロゴルド - チャドボーン - フェアブラフ | - レイクワッカモー - サンディフィールド - テイバーシティ |

### 未編入の町
| - チェリーグローブ - デルコ - エバーグリーン（ランサム郡区） | - エバーグリーン（テイタムズ郡区） - ホールズボロ - ナキナ | - オリフィック - パイアウェイ - リーゲルウッド | - セラーズタウン |